# Omicidio
Omicidio is een tekstgebaseerde MMORPG. Het doel van het spel is om een zo machtig mogelijke gangster te worden. Dit kan bereikt worden met wapens, bescherming, families, geld en tal van andere zaken. Het spel is gratis en wordt gespeeld in een webbrowser. Het spel is officieel gestart op 2 juli 2006.

## Algemeen
Omicidio speelt zich af in de Verenigde Staten en in Mexico omstreeks de jaren vijftig. Het spel is een RPG, dat wil zeggen dat de speler in de huid kruipt van een bepaald figuur, en zich zo ook voordoet als die persoon. 
Omicidio is gratis om te spelen, hoewel er een mogelijkheid is om donerend te spelen, waarbij men een aantal voordelen heeft.

## Versies
Omicidio komt voort uit het in begin 2006 gestarte spel Maffiaworld.net.
| Start             | Einde             | Versie            | Grootste vernieuwingen                                                         |
| ----------------- | ----------------- | ----------------- | ------------------------------------------------------------------------------ |
| 2 juli 2006       | 1 november 2006   | Omicidio Beta     |                                                                                |
| 1 november 2006   | 12 maart 2007     | Omicidio 1.0      | Eerste stabiele versie                                                         |
| 12 maart 2007     | 25 oktober 2008   | Omicidio 1.1      | Raids (bestormingen), pokerspel                                                |
| 25 oktober 2008   | 18 december 2010  | Omicidio 1.2      | Moorden-casino                                                                 |
| 18 december 2010  | 23 juli 2011      | Omicidio 1.3      | Nieuwe eigenaren van Omicidio, infrastructuur                                  |
| 23 juli 2011      | 15 september 2012 | Omicidio 2.0      | Missies, handlangers, mogelijkheid tot sms meldingen                           |
| 15 september 2012 | 15 februari 2014  | Omicidio 3.0      | Mafiosi overname, nieuwe lay-out                                               |
| 15 februari 2014  | 27 juni 2015      | Omicidio 3.1      | Hoger/lager-casino, vernieuwd doneersysteem, Hall of Fame                      |
| 27 juni 2015      | 7 november 2015   | Omicidio 3.1Speed | Speed-versie, overname Amerika                                                 |
| 7 november 2015   | 28 maart 2020     | Omicidio 3.2      |                                                                                |
| 28 maart 2020     | 31 oktober 2020   | Omicidio 3.3      | Straatrace, familie bonussen, vernieuwd overvalsysteem                         |
| 31 oktober 2020   | 3 april 2021      | Omicidio 3.4      | Android App, paardenrace, nieuwe auto's en herstelmogelijkheden                |
| 3 april 2021      | 18 september 2021 | Omicidio 4.0      | iOS App, nieuwe chat en vernieuwd missiesysteem                                |
| 18 september 2021 |                   | Omicidio 5.0      | TIjdperken, tutorial, vernieuwde garage, minder captchas en een vernieuwd menu |

## Reset
Bij de start van iedere nieuwe versie vindt er een reset plaats. Dan worden alle spelers, families en objecten verwijderd zodat iedereen volledig opnieuw zal moeten beginnen.
Vaak gaat zo'n reset gepaard met een aantal nieuwigheden. Ook is er een tijdje voor de reset een killingspree. Een killingspree zorgt voor de laatste actie in die versie.

## Het spel

### Algemeen
Als een gangster heeft de speler de mogelijkheid om zijn/haar invloed in De Verenigde Staten te versterken door gebruik te maken van verschillende eigenschappen van het spel.
De speler begint als een kleine gangster in een van de zes grote steden die door misdaden zijn/haar brood moet verdienen. Een speler kan opklimmen in rangen en zo meer geld en macht vergaren. 
Ook kan de speler zijn/haar tegenstanders vermoorden om zo plaats te ruimen voor een nieuw bewind in de maffiawereld.

### Families
Een speler kan een familie oprichten met een aantal andere gangsters om zo samen te strijden tegen de concurrerende families/spelers. Binnen een familie zijn er een aantal posities:
- Don: de leider van een familie.
- Consiglieri: de raadgever van de Don en tevens de beheerder van alle geldzaken.
- Sottocapo: de beheerder van alle administratieve zaken
- Successor: de opvolger van de Don wanneer hij sterft.
- Capo: de beheerder van een caporegime.
- Lid: een lid van de familie, meestal ingedeeld in een caporegime.

De Don, Consiglieri en Sottocapo vormen de top 3. Dit zijn de spelers die de familie beheren.

### Objecten
In het spel zijn er ook een hoop objecten te verkrijgen. Deze objecten zijn casino's, kogelfabrieken en infrastructuur.

###### Casino's
Elke stad heeft vijf casino's die door spelers beheerd kunnen worden. Een spelers kan maar één casino bezitten, een Don van een familie kan geen enkele casino bezitten.
De casino's zijn als volgt:
- Blackjack
- Roulette
- Fruitmachine
- Hoger/lager (voorheen Nummerspel)
- Krasloterij

###### Kogelfabrieken
Elke stad heeft naast de lokale kogelfabriek, die wordt beheerd door Omicidio, ook een kogelfabriek die kan worden beheerd door een speler. Een kogelfabriek bezitten is een van de eisen om Il Godfather te kunnen worden.

###### Infrastructuur
Infrastructuur is enkel te bemachtigen als de speler in een familie zit. Elke stad heeft drie infrastructuren: autowegen, spoorwegen en vliegvelden. Wanneer een familie alle drie de infrastructuren beheert van de stad waar ze is opgericht, maakt zij van deze stad haar hometown.

### Rangen
- Cittadino / Cittadina: op deze rang begint elk lid.
- Muscolo: drank kopen en verkopen wordt mogelijk vanaf deze rang.
- Pulitore: drugs kopen en verkopen en toetreden tot een familie wordt mogelijk vanaf deze rang.
- Sacchetto: overvallen doen en moorden wordt mogelijk vanaf deze rang.
- Ragazzo: spelers op de premielijst zetten wordt mogelijk vanaf deze rang.
- Nessuno: raids wordt mogelijk vanaf deze rang.
- Macellaio: trouwen wordt mogelijk vanaf deze rang.
- Ronin: een familie oprichten wordt nu mogelijk.
- Fissatore
- Assunto
- Il Godfather / La Prima Signora: nooit meer opgepakt worden.

## Speed-versie
Op 27 juni 2015 introduceerde Omicidio haar eerste zogeheten 'speed-versie'. Niet alleen duurt deze versie minder lang dan gemiddeld, er zijn ook enkele wijzigingen toegebracht in de speelwijze:
- De wachttijden van zowel misdaden, auto jatten, overvallen en raids zijn verkort.
- Je krijgt sneller en meer moordervaring.
- Alles geeft meer rankvordering.
- De lokale kogelfabriek vernieuwt sneller en met meer kogels.
- Je krijgt enkel nog moordervaring van moorden als het doelwit Ronin of hoger is.
- Je kan kogels vinden bij een misdaad.
- De Amerikaanse steden zijn overgenomen door de Italiaanse maffia. Dit houdt in dat de spelers in het begin gebonden zijn aan één stad. Met behulp van aanslagen op en het ombrengen van Italiaanse maffia, kunnen spelers geleidelijk de overige steden vrijspelen. De objecten van deze steden komen dus ook pas op de veiling zodra deze stad is vrijgespeeld.